# Rhipidolestes laui
Rhipidolestes laui är en trollsländeart som beskrevs av Wilson och Reels 2003. Rhipidolestes laui ingår i släktet Rhipidolestes och familjen Megapodagrionidae. Inga underarter finns listade i Catalogue of Life.